# Provincia del Carchi
La provincia di Carchi è una delle 24 province dell'Ecuador, il capoluogo è la città di Tulcán.

## Geografia fisica
Quella di Carchi è la più settentrionale delle province andine del paese, confina a nord con la Colombia, a est con la provincia di Sucumbíos, a sud con la provincia dell'Imbabura ed a ovest con quella di Esmeraldas.
La provincia è attraversata dalla Panamericana.

## Arte
In questa provincia si sviluppò una cultura precolombiana che ci ha lasciato siti in cui sono state rinvenute tombe sotterranee collegate per mezzo di gallerie. L'interno delle tombe è impreziosito da utensili in pietra e ceramiche di pregevole fattura, come anfore decorate con motivi geometrici e animali, e coppe.

## Cantoni
La provincia è suddivisa in sei cantoni:
| # | Cantone            | Capoluogo   |
| - | ------------------ | ----------- |
| 1 | Bolívar            | Bolívar     |
| 2 | Espejo             | El Ángel    |
| 3 | Mira               | Mira        |
| 4 | Montúfar           | San Gabriel |
| 5 | San Pedro de Huaca | Huaca       |
| 6 | Tulcán             | Tulcán      |